# Aloe pustuligemma
Aloe pustuligemma é uma espécie de liliopsida do gênero Aloe, pertencente à família Asphodelaceae.